# ريبيكا بلومكفيست
ريبيكا بلومكفيست (مواليد 24 يوليو 1997) هي لاعبة كرة قدم سويدية تلعب في مركز المهاجم في نادي فولفسبورغ.

## روابط خارجية
- ريبيكا بلومكفيست على موقع الاتحاد الأوربي (الإنجليزية)
- ريبيكا بلومكفيست على موقع اتحاد السويد (السويدية)
- ريبيكا بلومكفيست على موقع قاعدة بيانات كرة القدم.إي يو (الإنجليزية)
- ريبيكا بلومكفيست على موقع Soccerway.com (الإنجليزية)
- ريبيكا بلومكفيست على موقع عالم كرة القدم.نت (الإنجليزية)
- ريبيكا بلومكفيست على موقع أوليمبيديا (الإنجليزية)
- ريبيكا بلومكفيست على موقع اللجنة الأولمبية السويدية (السويدية)